# Smash the House
Smash the House — бельгийский лейбл звукозаписи основанный в 2004 году двумя  диджеями Dimitri Vegas & Like Mike. На нём записываются такие исполнители: Bassjackers, twoloud и Ummet Ozcan. С 2011 по 2013 гг. лейбл был дистрибьютором на нидерландском Spinnin’ Records, с 2014 по 2017 – на Armada Music. В Нидерландах был создан фестиваль «the largest EDM» в 2014 году.

## Исполнители
- ANGEMI
- ATIKA PATUM
- 2 Faced Funks
- Bassjackers
- Basto
- BL3R
- Blasterjaxx
- Boddy Puma
- BOOSTEDKIDS
- Chuckie
- Dave Till
- Dimitri Vegas & Like Mike
- Felguk
- Ibranovski
- Jordy Dazz
- Magic Wand
- MATTN
- Regi
- Sandro Silva
- Sidney Samson
- Tomas Newson
- twoloud
- Ummet Ozcan
- W&W
- Wolfpack
- Yves V
- Michael Morikito